# Lynette (voornaam)
Lynette of Linette is een meisjesnaam. Varianten ervan zijn Lynnette, Lynnet, Lynn en Lynet.
De naam is afgeleid van Lina, wat een afkorting is van bijvoorbeeld Carolina of Paulina.

## Bekende naamdraagsters
- Linet Masai (1989), Keniaanse langeafstandsloopster

## Fictieve naamdraagsters
- Lynette Scavo, een personage uit de Amerikaanse televisieserie Desperate Housewives
- Lynette, een personage uit de Arthurlegende Lynette en Lyonesse